# جامعة عدنان مندريس
جامعة عدنان مندريس (بالتركية: Adnan Menderes Üniversitesi) هي جامعة حكومية تركية أنشئت في مدينة أيدين التركية سنة 1992، وسميت بهذا الاسم نسبة إلى رئيس الوزراء التركي السابق عدنان مندريس.

## وصلات خارجية
- الموقع الرسمي للجامعة (باللغة التركية)